# La fiesta de las salchichas
La fiesta de las salchichas (título en inglés: Sausage Party) es una película de comedia de animación para adultos y terror, producida en Estados Unidos y dirigida por Conrad Vernon  y Greg Tiernan. Estrenada el 12 de agosto de 2016, la película cuenta con las voces de Seth Rogen, Kristen Wiig, Jonah Hill, Michael Cera, Salma Hayek, Paul Rudd y James Franco.
La película consiguió una recaudación de 141 millones de dólares a nivel mundial, con un presupuesto de 19 millones de dólares. Tuvo críticas positivas por parte de la crítica especializada, pero mixtas por parte de la audiencia. Una serie titulada «Sausage Party: Foodtopia» se estrenó en julio de 2024

## Trama
En un supermercado llamado Shopwells, unos alimentos y otros artículos comestibles que viven allí adoran a los compradores humanos considerándolos como dioses que los llevan al «Gran Más Allá» cuando los compran. Entre los productos comestibles del supermercado hay una salchicha llamada Frank, que tiene el sueño de vivir con su novia, un pan para perritos calientes, Brenda, en el «Gran Más Allá», donde finalmente puedan consumar su relación. Frank vive en un paquete con sus mejores amigos Carl y Barry.
Los paquetes de Frank y Brenda son elegidos por una mujer, para dejar Shopwell, pero sus celebraciones son interrumpidas cuando un frasco de Miel Mostaza devuelta afirma a los otros productos comestibles en la cesta de la compra que el «Gran Más Allá» no es lo que creen. Antes de suicidarse, Miel Mostaza le dice a Frank que debe visitar a una botella de licor llamado Aguardiente, que supuestamente sabe la verdad sobre el «Gran Más Allá». Su muerte crea una colisión accidental durante su viaje a la caja registradora provocando que varios comestibles, entre ellos Frank, Brenda, un lavash llamado Kareem, un panecillo llamado Sammy Bagel Jr. y una ducha vaginal agresiva y grosera llamada Douche, caigan del carrito de la compra. La boquilla vaginal de Douche es dañada y culpa a Frank por ello. Cuando Douche intenta atacar a Frank y a Brenda, es arrastrado por un empleado de la tienda llamado Darren, Frank y Brenda conocen a Lavash y a Sammy y planean volver a sus pasillos mientras siguen frescos. Douche consigue salir del contenedor de la trastienda y jura venganza y asesina a un jugo de uva y bebe su líquido .
Con el resto de los comestibles comprados, Frank, en un intento de verificar la advertencia de Miel Mostaza, los conduce al pasillo de licor con el pretexto de tener un acceso directo a sus pasillos, mientras Douche los persigue en secreto, más tarde una botella de tequila los lleva a una cantina mexicana sin saber que era cómplice de Douche . Mientras que los otros se reúnen con una taco lesbiana llamada Teresa, que expresa una pasión lujuriosa por Brenda, Frank aprende de Aguardiente sobre cómo los alimentos se comen después de haber sido comprados, y Aguardiente revela que él inventó la historia del «Gran Más Allá» para calmar los temores de los últimos productos comestibles que una vez conocieron su destino cuando se compra. Frank se anima a visitar la sección del congelador de la tienda para encontrar la prueba.
Mientras tanto, Barry, Carl, y el resto de los productos comestibles que fueron comprados por la mujer, y se horrorizan al ver que muchos de ellos son asesinados, cocinados y comidos. Barry y Carl intentan escapar, pero Carl es asesinado por la mujer, dejando a Barry escapar y deambular en las calles del mundo exterior solo, mientras tanto los demás escapan de Douche y Teresa lo maldice. Por otro lado Barry tropieza con un drogadicto humano con una bolsa de Shopwell. Con la esperanza de volver a Shopwell, Barry viaja de polizón a la casa del drogadicto.  Después de inyectarse a sí mismo con sales de baño, el drogadicto se intoxica y se encuentra capaz de ver y comunicarse con Barry y otros comestibles entre ellos un sandwich, una pizza, galletas y una bolsa de papitas y entra en pánico, después conocen a Gum: Un chicle que es científico y es parodia a Stephen Hawking . Después de la sobriedad, el drogadicto cree que esta experiencia ha sido un sueño. Él intenta tirar a Barry en una olla de agua hirviendo, pero Barry cae sobre el mango de la olla y cae al suelo, lo que lleva a un accidente en el que el drogadicto se golpea con el mango de la olla y se abrasa con el agua, Barry tira de los cordones del drogadicto, haciendo que este resbale al suelo y provocando que caiga un hacha que tenía colgada de decoración, decapitándolo. Barry y el resto de comestibles, se llevan la cabeza del drogadicto con ellos.
De vuelta en la tienda, Frank se reúne con sus amigos y les dice que tiene la intención de viajar al congelador para aprender más sobre los seres humanos y el «Gran Más Allá». Brenda desaprueba su escepticismo y se dirige de nuevo a su sección sin él. Después de leer un libro de cocina detrás de la sección de congelados, Frank descubre la verdad. Lo revela al resto de los productos de Shopwell y quedan en pánico al principio, pero optan por no creer en él, temiendo que perderán el sentido de su propósito. Frank se reúne con Barry que ha vuelto a Shopwell con sus nuevos amigos. Barry revela, mostrando a Frank la cabeza cortada del drogadicto, que los seres humanos pueden ser asesinados y que se pueden comunicar con ellos cuando sienten el aroma de las sales de baño.
Los amigos de Barry idean un plan para disparar a los compradores humanos con palillos de dientes mezclada con las sales de baño por lo que los seres humanos sean capaces de ver los alimentos por lo que son. Los seres humanos drogados comienzan a entrar en pánico al ver a los alimentos vivos y empiezan a matarlos. Frank da un discurso inspirador a la tienda y se disculpa por no respetar sus creencias, dándoles un sentido de esperanza. Se produce una batalla campal en todo el supermercado. Douche llega y ataca a Darren, tomando el control de él mediante la inserción de la boquilla en el ano de Darren. Controlando a Darren, Douche encuentra a Frank e intenta matarlo con Darren, pero los alimentos logran dominarlo y lo matan junto con el resto de los seres humanos.
Los habitantes celebran su victoria con una masiva orgía. Más tarde, Frank y sus amigos visitan Firewater, quien tuvo una experiencia psicodélica y descubrieron que su mundo no es lo que ellos piensan; son simplemente personajes animados expresados por actores famosos en otra dimensión. Gum ha construido un portal a esta dimensión y el grupo decide viajar allí para enfrentarse a sus creadores.

## Reparto
- Seth Rogen como Frank, una salchicha que se propone descubrir y exponer la verdad sobre el «Gran Más Allá».
- Kristen Wiig como Brenda Bunson, un pan de hot dog que es el interés amoroso de Frank.
- Nick Kroll como Douche, un producto de higiene femenino y archienemigo de Frank que busca vengarse de Frank por romper accidentalmente su boquilla y evitar que alcance el «Gran Más Allá».
- Michael Cera como Barry, una salchicha deforme que es uno de los amigos de Frank.
- Jonah Hill como Carl, una salchicha amigo de Frank y Barry.
- Edward Norton como Sammy Bagel, Jr., un pancito judío.
- David Krumholtz como Vash, un lavash.
- Danny McBride como Miel Mostaza, es quien advierte sobre la verdad del «Gran Más Allá».
- Salma Hayek como Teresa del Taco, una taco lesbiana mexicana que se siente atraída por Brenda.
- Anders Holm como Troy, una salchicha que tiende a burlarse e intimidar a Barry.
- Conrad Vernon como un rollo de papel higiénico y una salchicha.
- Bradley Pierce como una papa irlandesa y una sopa de fideos.
- Bill Hader como Aguardiente, un guacamole y una vieja botella de bebida alcohólica.
- Paul Rudd como Darren, un empleado de Shopwells.
- James Franco como un drogadicto.

### Doblaje
| Personaje       | Actor de Voz    | Actor de Voz        | Actor de Voz           |
| --------------- | --------------- | ------------------- | ---------------------- |
| Frank           | Seth Rogen      | Rafael Calvo        | Raúl Anaya             |
| Brenda          | Kristen Wiig    | Danai Querol        | Mireya Mendoza         |
| Ducha           | Nick Kroll      | Eduardo Bosch       | Ricardo Tejedo         |
| Barry           | Michael Cera    | Miguel Ángel Garzón | Arturo Castañeda       |
| Lavash          | David Krumholtz | Paco Vaquero        | Luis Daniel Ramírez    |
| Sammy Bagel Jr. | Edward Norton   | Abraham Aguilar     | José Antonio Macías    |
| Teresa del Taco | Salma Hayek     | Ana Plaza           | Verónica López Treviño |
| Aguardiente     | Bill Hader      | Salvador Aldeguer   | Octavio Rojas          |
| Twinkie         | Tom Kenny       | Carlos Del Pino     | Víctor Ugarte          |
| Sr. Grits       | Craig Robinson  | Rafael Azcárraga    | Enrique Cervantes      |
| Darren          | Paul Rudd       | Juan Antonio Soler  | Noé Velázquez          |
| Chicle          | Tom Kenny       | Antonio Villar      | Carlo Vázquez          |
| Tequilla        | Bill Hader      | Juan Antonio Arroyo | Gerardo García         |

## Producción
El 23 de julio de 2010, Evan Goldberg anunció que se encontraba trabajando en un nuevo proyecto con Seth Rogen. La película, llamada Sausage Party, contaría con las voces de Seth Rogen y Jonah Hill, bajo la dirección de Greg Tiernan y Conrad Vernon. En noviembre, Jonah Hill afirmó en MTV News que sería una película de animación en 3D. En enero de 2011, Evan Goldberg afirmó en una entrevista que la trama involucraría a unas salchichas tratando de salir del supermercado.
El 24 de septiembre de 2013 se anunció que Sony Pictures Entertainment y Annapurna Pictures serían socios y cofinanciarían la película, que sería producida por Annapurna y Point Grey Pictures. Greg Tiernan y Conrad Vernon fueron confirmados como directores y la compañía Nitrogen Studios Canada Inc. sería la encargada de diseñar la animación generada por ordenador, mientras que Sony Pictures lanzaría la película en todo el mundo en el año 2016.

### Casting
El 28 de enero de 2014, TheWrap reveló que Seth Rogen, Jonah Hill, James Franco y Kristen Wiig protagonizarían la película y anunció que el reparto secundario estaría compuesto, entre otros, por Edward Norton, Michael Cera, David Krumholtz y Nick Kroll. El 9 de abril de 2014; Salma Hayek se unió al reparto para interpretar la voz de Teresa del Taco. También se anunció que Paul Rudd, Danny McBride y Anders Holm harían parte del elenco.

### Lanzamiento
El 29 de mayo de 2014 se anunció que la película iba a ser estrenada el 3 de junio de 2016. Finalmente se estrenó el 12 de agosto de 2016.

## Recepción
Sausage Party ha recibido reseñas positivas de parte de la crítica especializada, pero mixtas de parte de la audiencia. En el sitio web Rotten Tomatoes la película posee una aprobación de 83%, basada en 128 reseñas, con una puntuación de 6.8/10 de parte de la crítica, mientras que de la audiencia tiene una aprobación de 50%.
En Metacritic tiene una calificación de 66 sobre 100, basada en 36 reseñas. Las audiencias de CinemaScore le han dado una «B» en una escala de A+ a F, mientras que en IMDb los usuarios le han dado una puntuación de 6.5/10, basada en casi 16000 votos.